# Frontera entre Alemania y Austria
La frontera entre Alemania y Austria es la frontera internacional íntegramente terrestre que separa estos dos países, Alemania que está ubicada al norte y Austria al sur. Con una longitud de 784 km, se trata para ambos países de la frontera terrestre la más larga con alguno de sus países vecinos.

## Geografía
La frontera entre Alemania y Austria se extiende sobre 784 km, al noroeste de Austria y al sudeste de Alemania. Separa el Estado alemán de Baviera de cuatro Estados austríacos (Vorarlberg, Tirol, Salzburgo y Alta Austria).
La frontera inicia al oeste en las inmediaciones del lago de Constanza, separando el distrito de Lindau en Baviera del distrito de Bregenz en Vorarlberg. La frontera sigue luego una dirección general hacia el este. El macizo del Bregenzerwald, Alpes de Allgäu, Alpes de Ammergau, el Wetterstein, el Karwendel, los Prealpes bávaros, Alpes de Brandenberg, Alpes de Chiemgau y Alpes de Berchtesgaden se siguen el uno al otro de oeste a este. Una peculiaridad se puede observar en los Alpes de Allgäu: en la cumbre del Sorgschrofen, la frontera está reducida a un punto: al norte, el municipio austríaco de Jungholz es casi íntegramente un enclave en territorio alemán y no está conectado al resto de Austria más que por este punto.
El Inn forma luego una sección de la frontera germano-austríaca. Llega a Passau, ciudad de Baviera en Alemania, ubicada a la confluencia de dos ríos: el Inn y el Ilz, con el Danubio (Donau), la frontera lo recorre a lo largo de unas decenas de kilómetros, luego se aleja en dirección noreste y separa Baviera de Alta Austria, hasta el trifinio formado con las fronteras germano-checa y austro-checa en el borde del parque nacional Šumava en el bosque de Bohemia, Bohemia del Sur (República Checa).

## Historia
La frontera fue confirmada en un tratado entre los países en 1972, después de haber sido definido por una serie de acuerdos entre el Imperio Austríaco y el Reino de Baviera en el siglo XIX. En 1938 ambos países se fusionaron a través del Anschluss. Esto fue revertido en 1955 por el tratado de Estado austriaco, que restableció Austria como estado soberano. La zona Schengen eliminó los controles fronterizos en la frontera en 1997. Los controles temporales de las fronteras se volvieron a instalar en 2015 en respuesta a la crisis de los refugiados en Europa. Estos controles fronterizos temporales son programados para ser eliminados el 11 de noviembre de 2018, aunque podrían ampliarse en periodos de seis meses.